# Klaus Ploghaus
Klaus Ploghaus (Alemania, 31 de enero de 1956) es un atleta alemán retirado, especializado en la prueba de lanzamiento de martillo en la que, compitiendo con la República Federal Alemana, llegó a ser medallista de bronce olímpico en 1984.

## Carrera deportiva
En los JJ. OO. de Los Ángeles 1984 ganó la medalla de plata en el lanzamiento de martillo, llegando hasta los 76.68 metros, tras el finlandés Juha Tiainen y su compatriota Karl-Hans Riehm.